# Beiersdorf
Pour les articles homonymes, voir BDF.
Pour la commune allemande de Saxe, voir Beiersdorf (Saxe).

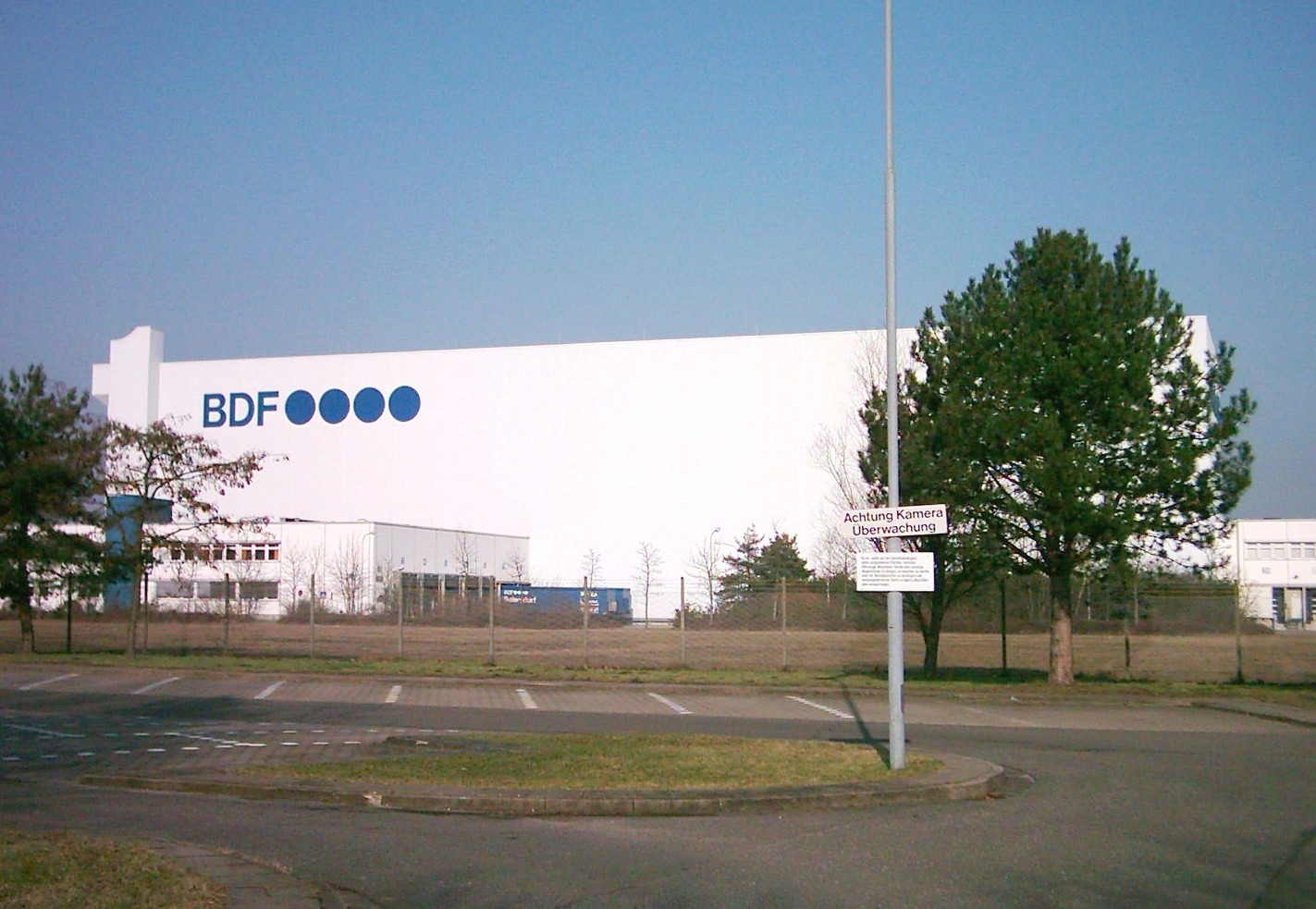
Des locaux à Hambourg

Beiersdorf AG (FWB : BEI) est une entreprise allemande présente dans les domaines de la cosmétique, de la dermo-cosmétique et des premiers soins.
Avec un chiffre d'affaires supérieur à 9 milliards d'euros en 2023, le groupe est numéro 1 sur le marché du soin de la peau et se situe à la 7e place des acteurs de l'hygiène beauté . Présent dans le monde à travers 176 filiales, Beiersdorf est une entreprise cotée à la bourse de Francfort qui emploie 19 128 personnes et distribue ses produits dans plus de 180 pays sur les cinq continents.
Aujourd'hui, le principal centre de recherche est situé à Hambourg et plus de 200 brevets sont déposés en moyenne chaque année. En tout, plus de 1 000 chercheurs développent les nouveaux produits de Beiersdorf.
La société est cotée en bourse de Francfort et fait partie des indices Prime Standard et Dax 30.

## Historique
En 1882, Paul Carl Beiersdorf innove dans le domaine des premiers soins en déposant le premier brevet d'adhésif pour la peau, ancêtre du pansement. En 1900, le Docteur Lifschütz dépose le brevet de la première émulsion eau dans l'huile à base d'Eucerit. En 1911, Oscar Troplowitz crée la cosmétique moderne en réussissant la première émulsion stable d'huile et d'eau, vendue sous le nom de crème Nivea.
En 1989, le groupe crée Nivea for Men, puis se développe dans les crèmes antiride avec Q10+. Le groupe s'est également développé sur le secteur du maquillage en lançant en 1997 Nivea Beauté.
En 2010, Beiersdorf revend les marques Juvena et Marlies Möller au groupe autrichien Troll Cosmetics GmbH .
En mai 2019, Beiersdorf  annonce l'acquisition de Coppertone, un fabricant américain de crème solaire, pour 550 millions de dollars à Bayer.
Le 17 décembre 2019, dans la foulée de la COP 25, Beiersdorf affirmait que tous ses sites dans le monde avaient été convertis aux énergies renouvelables en 2019.

## Marques du groupe
Structuré autour d'une stratégie de développement reposant sur trois circuits de distribution spécifiques, le groupe Beiersdorf développe et fabrique ses produits au travers de treize grandes marques : 
- Atrix
- DUO[10]
- Elastoplast
- Eucerin
- Florena
- Futuro
- Hansaplast
- Labello (ou Liposan en Espagne)
- La Prairie
- Nivea
- 8x4
- Tesa

En France, les marques vendues sont :
- en grande distribution : Nivea, Labello (hygiène beauté) et Hansaplast (premiers soins et préservatifs),
- en pharmacie et parapharmacie : Eucerin et Nobacter (soin pour les peaux sensibles et atopiques) et Elastoplast (premiers soins),
- en magasin spécialisé (distribution sélective): La Prairie et Juvena (soin et parfum).

## Actionnaires
Liste des actionnaires au 18 septembre 2021:
| Maxingvest                                    | 51,2% |
| Beiersdorf Aktiengesellschaft (autodétention) | 9,99% |
| ninety one sa (pty)                           | 1,18% |
| The Vanguard Group                            | 1,02% |
| MFS International Singapore                   | 0,83% |
| Norges Bank Investment Management             | 0,80% |
| Dodge & Cox                                   | 0,75% |
| MFS International (UK)                        | 0,70% |
| Amundi Asset Management                       | 0,69% |
| Lyxor Asset Management                        | 0,60% |